# Кхваджа Шамсуддин Азими
Шейх Кхаваджа Шамсуддин Азими (Khwaja Shamsuddin Azeemi; 17 октября 1927, Сахаранпур, Британская Индия — 21 февраля 2025, Карачи) — суфийский мастер, руководитель суфийского ордена «Азимия». Также он являлся главным редактором «Рухани Дайджест» (the Roohani Digest), ежемесячного журнала издаваемого на языке урду на территории Пакистана.

## Биография
Шейх Азими родился в Индии 17 октября 1927 года. Во время раздела Индии в 1947 году он с семьёй переехал в Пакистан. С раннего детства Шейх Азими был занят духовным поиском. В конечном счете, этот поиск привел его к дверям Каландера Баба Аулия (1896—1979), который стал для него духовным учителем или муршидом. Шейх Азими провёл 14 лет под его руководством, в течение которых он прошёл через различные этапы духовного роста, практикуя муракба (суфийская медитация), зикр (поминание и воспевание святых имён Бога) и ихсан (самосознание). В 1962 году Шейх Азими начал писать статьи на тему телепатии, парапсихологии, медитации цвета и целительства в различных пакистанских газетах и журналах. Люди из всех слоев общества писали ему, обращаясь за советом. Так в 1978 году было начато издание журнала, Roohani Digest. Шейх Азими является автором более 40 книг, многие из них были переведены на арабский, персидский, английский, русский и другие языки.
Основное внимание в методике духовного роста и развития Шейх Азими уделяет практике муракба (суфийской медитации) так как это самый быстрый и надежный путь, который ведет к самосознанию, которое в свою очередь ведет к познанию Бога. Для этой цели он создал центры и залы медитации, которые проводят занятия по муракба на всей территории Пакистана, Великобритании, США, Канады, Таиланда, Индонезии, Австралии, ОАЭ и России.
Помимо этого практика муракба способствует развитию способности к концентрации, улучшает самочувствие и помогает укрепить здоровье. Муракба часто предписывает медитации конкретного цвета для излечения от определённых заболеваний. Ученики Шейха представляют различные религиозные системы и социальные слои общества.

## Личная жизнь и смерть
Шейх Азими был женат и проживал в Пакистане, в городе Карачи, вместе со своей семьёй. У него 9 детей (5 сыновей и 4 дочери). Его старший сын Вакар Юсуф Азими (Waqar Yousuf Azeemi) в настоящее время является редактором журнала «Рухани Дайджест».
Кхваджа Шамсуддин Азими умер в пятницу, 21 февраля 2025 года, 22-го числа месяца Шабан 1446 года по хиджре, в возрасте 97 лет, в Карачи, Пакистан.